# Linia kolejowa Tantow – Gartz
Kolej Tantow – Gartz (niem. Bahnstrecke Tantow-Gartz lub Salvey-Bahn) – rozebrana normalnotorowa linia kolejowa w północno-wschodniej części Brandenburgii, przy granicy z Polską na Odrze, łącząca Gartz ze stacją Tantow na linii ze Szczecina do Berlina przez Angermünde.

## Historia
Kolej o długości 7,3 km została uruchomiona 12 grudnia 1912 lub 15 marca 1913. W kilometrze 4,1 znajdowała się jedyna stacja pośrednia na linii: Geesow. Ruch został wstrzymany w 1945. Demontaż torowisk nastąpił w 1947 (ewentualnie 1948), jako reparacja dla Związku Sowieckiego. Dobrze zachowany jest obecnie budynek końcowej stacji Gartz (Oder). Po starotorzu prowadzi w większości droga gruntowa.